# Roy M. Marshall
Roy M. Marshall (* 3. April 1923 in Columbus, Bartholomew County, Indiana; † 4. März 2002 in Bloomfield Hills, Oakland County, Michigan) war ein Generalmajor der United States Air Force und Geschäftsmann. Er war unter anderem Kommandeur der 10. Luftflotte (Tenth Air Force).
Im Jahr 1942 trat er während des Zweiten Weltkriegs dem United States Army Air Corps bei. Dort wurde er zum Offizier ausgebildet und als solcher im Jahr 1944 in das Offizierskorps der damaligen Luftstreitkräfte der United States Army aufgenommen. In der Folge wurde er als Pilot auf dem europäischen Kriegsschauplatz eingesetzt, wo er 79 Kampfeinsätze flog. Nach dem Ende des Kriegs mit Japan war er für einige Zeit im pazifischen Raum eingesetzt. Danach schied er aus dem aktiven Militärdienst aus, gehörte aber der Reserve der Luftstreitkräfte, ab 1947 der damals neu gegründeten Air Force, an. Dort durchlief er alle Dienstränge bis zum Zwei-Sterne-General.
In den folgenden Jahren studierte Marshall an der Wayne State University. Er verbrachte die meiste Zeit seines Lebens in Detroit in Michigan. Dort betrieb er unter anderem eine Restaurantkette. Außerdem gehörte er dem Vorstand einiger anderer Firmen an. Militärisch wurde er immer wieder zu Reserveübungen eingezogen. Dabei war er lange Zeit auf der Selfridge Air Force Base in Michigan in unterschiedlichen Funktionen beim 439. Kampfgeschwader tätig. Später wurde er nach Duluth in Minnesota versetzt, wo er dem Stab des Aerospace Defense Commands angehörte.
Im Jahr 1973 erhielt Roy Marshall das Kommando über das 403. Transportgeschwader (403rd Tactical Airlift Wing), das auf der Selfridge AFB stationiert war. Am 8. Oktober 1976 wurde er mit dem Oberbefehl über die 10. Luftflotte betraut, die damals auf der Bergstrom Air Force Base in Texas stationiert war. Diesen Posten bekleidete er bis zum 15. Mai 1978, als er von John E. Taylor abgelöst wurde. Anschließend gehörte er dem Stab des Tactical Air Commands an, der auf der Langley Air Force Base in Virginia ansässig war bzw. immer noch ist. Dort war Marshall für Fragen der Mobilisierung zuständig (Mobilization Assistant to the Commander, Tactical Air Command). Danach kehrte er endgültig ins Zivilleben zurück, wo er seine privaten Tätigkeiten fortsetzte.
Er starb am 4. März 2002 in Bloomfield Hills, einer Stadt in der Nähe von Detroit.

## Orden und Auszeichnungen
Roy Marshall erhielt im Lauf seiner militärischen Laufbahn unter anderem folgende Auszeichnungen:
- Legion of Merit
- Air Medal
- Distinguished Unit Citation
- Combat Readiness Medal
- Army Good Conduct Medal
- American Campaign Medal
- European-African-Middle Eastern Campaign Medal
- World War II Victory Medal
- Army of Occupation Medal
- National Defense Service Medal
- Armed Forces Expeditionary Medal
- Air Force Longevity Service Award
- Armed Forces Reserve Medal